# Ducado de Cambridge
El ducado de Cambridge (del inglés: dukedom of Cambridge) es un título nobiliario británico atribuido a sucesivos miembros de la familiar real y que toma su nombre de la ciudad de Cambridge, en Inglaterra. El título fue usado por primera vez para designar a Carlos Estuardo, hijo mayor de Jacobo, duque de York (que más tarde fue Jacobo II), aunque su prematura muerte impidió que se expidiese el decreto real que crease el título formalmente. 
El actual poseedor es el príncipe Guillermo de Gales, primogénito del rey Carlos III, a quien le fue conferido, por parte de Isabel II, el día de su boda con Catalina Middleton.

## Duques de Cambridge

### Tratamiento honorífico (1660)
- Carlos Estuardo (1660–1661), duque de Cambridge, hijo mayor de Jacobo, duque de York (luego Jacobo II de Inglaterra), muerto niño y sólo tratado como duque, sin concesión formal del título.

### Primera creación (1664)
- Jacobo Estuardo (1663–1667), I duque de Cambridge, segundo hijo de Jacobo, duque de York (luego Jacobo II de Inglaterra), muerto en la infancia.

### Segunda creación (1667)
- Edgardo Estuardo (1667–1671), I duque de Cambridge, cuarto hijo de Jacobo, duque de York (luego Jacobo II de Inglaterra), muerto en la infancia.

### Tratamiento honorífico (1677)
- Carlos Estuardo (1677), duque de Cambridge, quinto hijo de Jacobo, duque de York (luego Jacobo II de Inglaterra), muerto niño y sólo tratado como duque, sin concesión formal del título.

### Tercera creación (1706)
- Jorge, príncipe elector de Hanóver (1683–1760), I duque de Cambridge, único hijo de Jorge I, elector de Hanóver (luego Jorge I de Gran Bretaña). Más tarde se convirtió en príncipe de Gales, y sucedió el trono británico como Jorge II en 1727, por lo que el título revirtió a la Corona.

### Cuarta creación (1801)
- Príncipe Adolfo (1774–1850), I duque de Cambridge, séptimo hijo del rey Jorge III.
- Príncipe Jorge (1819–1904), II duque de Cambridge, único hijo del anterior, murió sin descendencia legítima, por lo que el título se extinguió.

### Quinta creación (2011)
- Príncipe Guillermo (n. 1982), I duque de Cambridge, primer hijo de Carlos III y Diana, princesa de Gales. En 2022 se convirtió en príncipe de Gales, y es primero en la línea de sucesión al trono.

## Sucesión
Si Guillermo se convierte en rey todos sus títulos, incluido el ducado, revertirán a la corona. Sin embargo, si muere antes de convertirse en rey, entonces su hijo mayor los heredaría:
- Príncipe Guillermo (n. 1982)
  - (1)  Príncipe Jorge de Gales (n.2013)